# Gwalior (huyện)
Huyện Gwalior là một huyện thuộc bang Madhya Pradesh, Ấn Độ. Thủ phủ huyện Gwalior đóng ở Gwalior. Huyện Gwalior có diện tích 5465 ki lô mét vuông. Đến thời điểm năm 2001, huyện Gwalior có dân số 1629881 người.